# Prodigium
Prodigium was de Latijnse term voor een bovennatuurlijk of, in elk geval, ongewoon en onverklaarbaar fenomeen, dat altijd werd bestreden door de vereiste boetedoening (procuratio).
Dit werd enkel op vraag van de staat gedaan, indien het fenomeen was opgemerkt op staatsgronden. De senaat, die het advies van de pontifices opvolgt verordonneerde ofwel bijzondere offers, voor specifieke godheden, ofwel een negen dagen durend offer, ofwel een publieke voorbede en liet de uitvoering van de verordening over aan de consuls. Indien een prodigium zoveel onrust veroorzaakte dat de gebruikelijke middelen van boetedoening onvoldoende schenen, nam de senaat haar toevlucht tot de Sibyllijnse boeken of de Etruskische haruspices.

## Referentie
- Jürgen Beyer, 'Prodigien,' in Enzyklopädie des Märchens, Band 10 (Berlin & New York: de Gruyter, 2002), ISBN 3-11-016841-3, Sp. 1378–1388.
- David Engels, Das römische Vorzeichenwesen (753–27 v. Chr.). Quellen, Terminologie, Kommentar, historische Entwicklung [Potsdamer Altertumswissenschaftliche Beiträge 22] (Stuttgart: Steiner, 2006), ISBN 3-515-09027-4.
- Annedore Groß, Prophezeiungen und Prodigien in den Argonautica des Valerius Flaccus [Münchner Beiträge zur Sprach- und Literaturwissenschaft 2] (München: Utz, 2003), ISBN 3-8316-0267-0.
- Veit Rosenberger, Gezähmte Götter. Das Prodigienwesen der römischen Republik [Heidelberger althistorische Beiträge und epigraphische Studien 27] (Stuttgart: Steiner, 1998), ISBN 3-515-07199-7.
- O. Seyffert, art. Prōdǐgǐum, in O. Seyffert, Dictionary of Classical Antiquities, Londen, 1894, p. 519.